# 巴巴杜
《巴巴杜》（英語：The Babadook）是一部2014年珍妮佛·肯特编剧并执导的澳大利亚心理恐怖電影，Causeway Films制作。改编自珍妮佛·肯特于2005年拍摄的短片 MONSTER。2014年在圣丹斯影展上亮相后获得很高口碑。澳洲、英国和美国分别于5月22日、10月24日、11月28日上映。

## 剧情
在丈夫因车祸去世后，Amelia和儿子Samuel生活在一起。一个晚上，两人一起阅读了一本名叫巴巴杜的鬼书，从此母子二人的生活就被恐怖的阴影笼罩了。

## 角色
- 艾絲·戴維斯（英语：Essie Davis） - Amelia，在老人院工作
- 丹尼爾・亨歇爾（英语：Daniel Henshall） - Robbie
- 海莉·麥克林尼（英语：Hayley McElhinney） - Claire
- 諾亞·威斯曼 - Samuel，Amelia的儿子
- 芭芭拉·韋斯特 - Mrs. Roach
- 本傑明·溫斯菲 - Oskar
- 凱茜·阿戴梅克 - Prue
- 克雷格·拜納 - Warren
- 亞當·摩根 - Sergeant
- 皮塔·香農 - Mother #2

## 制作
主要在南澳大利亚州的首府阿德莱德取景拍摄。

## 奖项
第四届澳洲影視藝術學院獎/AACTA Awards
- 最佳电影
- 最佳导演：珍妮佛·肯特（英语：Jennifer Kent）
- 最佳原创剧本：珍妮佛·肯特（英语：Jennifer Kent）
- 提名-最佳女主角：艾絲·戴維斯（英语：Essie Davis）
- 提名-最佳剪辑：西門·儒
- 提名-最佳艺术指导：阿歷克斯·霍姆斯